# Clemens August Behnes

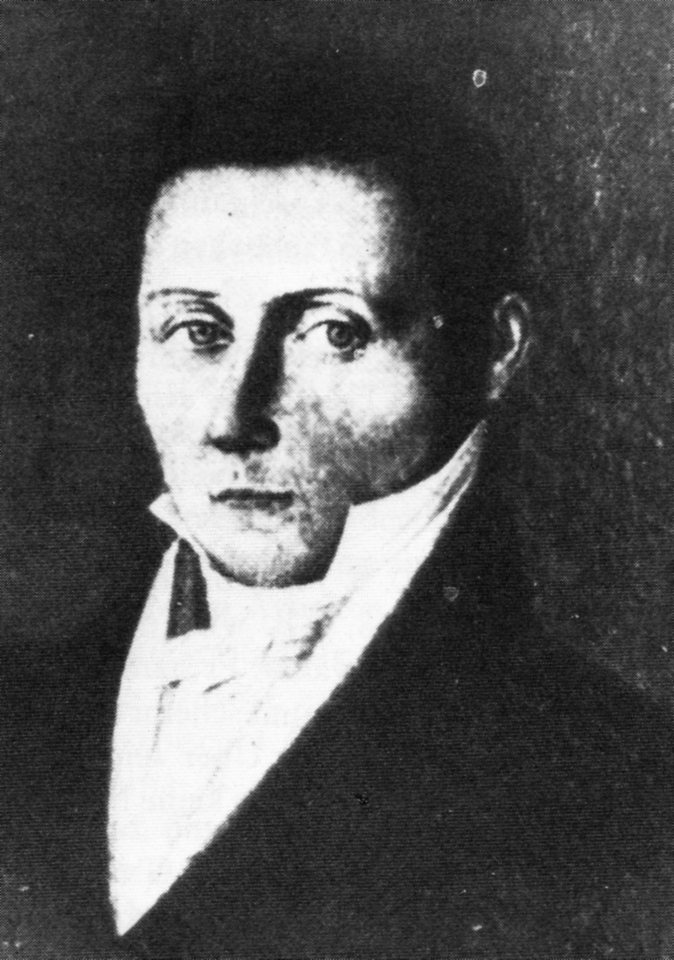
Clemens August Behnes

Clemens August Behnes (* 25. März 1775 in Clemenswerth; † 6. April 1838 in Lathen) war ein Jurist, Amtsvogt, Bürgermeister und Historiker.

## Familie
Clemens August Behnes war Sohn des Rezeptors des Kirchspiels und Verwalters des Schlosses Clemenswerth zu Sögel, Georg Joseph Behnes und seiner Frau Anna Sybilla Beckering, Tochter von Joan Bernd Beckering. Er war Adoptivschwiegersohn des Obervogtes und Rezeptors von Lathen Theodor Hermann Nankemann. Behnes war der Gründer einer Familie von Emsländischen Landräten und Richtern. Sein Sohn Georg (1805–1870) war seit 1834 sein Nachfolger als Administrator der Gräflich Landsberg-Velenschen Güter und Gerechtsame im Emsland mit dem Sitz auf Gut Altenkamp und seit 1852 Amtsrichter in Aschendorf. Dessen Sohn war der Meppener Landrat Clemens August Behnes (1838–1900). Behnes Urenkel war Georg Behnes (1870–1951), Landrat in Meppen und Aschendorf.

## Leben
Seine juristische Ausbildung führte Behnes über Münster an die Universität Harderwijk in den Niederlanden, wo er 1795 promovierte. Im Jahre 1797 ließ er sich als Notar in Lathen nieder und bekleidete hier in den folgenden Jahren eine Vielzahl von Ämtern. Ab 1811 war er Maire (Bürgermeister) der Stadt. Später war er Administrator der Gräflich Landsberg-Velenschen Güter mit dem Sitz auf Gut Altenkamp, was sein Sohn 1856 erwarb. Als Maire entwickelte er Reformeifer in dem Bestreben gegenüber den „Administrierten“, die Gemeindeverwaltung als Ausdruck von Erziehung und Zwang, von Bevormundung und Fürsorge zu verwirklichen. Besondere Bedeutung erwarb er sich durch seine Rechtsgelehrsamkeit, die ihn seit Mitte der zwanziger Jahre des 19. Jahrhunderts zum wichtigsten Vorkämpfer der Bauernbefreiung im Emsland werden ließ. Mit Gerichtsverfahren wies er die Ansprüche des größten Grundherrn im Emsland, des Herzogs von Arenberg, auf Dienste, Leistungen und Abgaben der Bauern zurück.
Behnes Hauptwerk sind die 1830 erschienenen „Beiträge zur Geschichte und Verfassung des ehemaligen Niederstifts Münster“. Als erste wissenschaftliche Geschichte des Niederstifts Münster mit vielen Urkunden-Belegen war das Werk eine wichtige Quelle für die nachfolgenden Historiker. Wolf-Dieter Mohrmann sieht aber kein geschichtliches Interesse als Grund des Buches. „Mit den Mitteln der historischen Wissenschaft machte er auf die Unrechtmäßigkeit der fürstlichen Ansprüche aufmerksam. Diesem Zweck diente Behnes Hauptwerk.“ Zwei Jahre später folgte die Schrift „Über die Lasten des Grundeigentums“, mit der er dem herzoglichen Grundherrn die Rechtsgrundlagen seines Anspruchs, den er als Usurpation ursprünglich öffentlicher Leistungen ansah, in Frage stellte.
Behnes legte den Grundstock für eine umfangreiche Bibliothek, die sich lange auf Gut Altenkamp befand und heute im Staatsarchiv Osnabrück deponiert ist.

## Schriften
- Beiträge zur Geschichte und Verfassung des ehemaligen Niederstifts Münster, als der früheren Aemter Meppen, Cloppenburg und Vechte : mit Urkunden. Woortmann, Emden 1830. (Digitalisat)